# Elezioni parlamentari in Lettonia del 2018
Le elezioni parlamentari in Lettonia del 2018 si tennero il 6 ottobre per il rinnovo del Saeima. In seguito all'esito elettorale, Arturs Krišjānis Kariņš, espressione di Nuova Unità, divenne Primo ministro.
Rispetto alle elezioni del 2014, il Partito Socialdemocratico "Armonia" si confermò come prima forza politica del Paese con il 19,80% dei voti, seguito dal partito populista A Chi Appartiene lo Stato? (KPV) con il 14,25% e dal Nuovo Partito Conservatore (JKP) con il 13,59%. I tre partiti che avevano sostenuto il governo uscente di Māris Kučinskis (Unità, Unione dei Verdi e degli Agricoltori e Alleanza Nazionale) persero la metà dei voti.

## Risultati
| Liste                                | Voti    | %     | Seggi |
| ------------------------------------ | ------- | ----- | ----- |
| Partito Socialdemocratico "Armonia"  | 167 117 | 19,92 | 23    |
| Per una Lettonia Umana               | 120 264 | 14,33 | 16    |
| Nuovo Partito Conservatore           | 114 694 | 13,67 | 16    |
| Sviluppo/Per! (LA - Par! - Crescita) | 101 685 | 12,12 | 13    |
| Alleanza Nazionale                   | 92 963  | 11,08 | 13    |
| Unione dei Verdi e degli Agricoltori | 83 675  | 9,97  | 11    |
| Nuova Unità                          | 56 542  | 6,74  | 8     |
| Alleanza Lettone delle Regioni       | 35 018  | 4,17  | –     |
| Unione Russa di Lettonia             | 27 014  | 3,22  | –     |
| Progressisti                         | 22 078  | 2,63  | –     |
| Dal Cuore per la Lettonia            | 7 114   | 0,85  | –     |
| Nazionalisti Lettoni                 | 4 245   | 0,51  | –     |
| Per un'Alternativa                   | 2 900   | 0,35  | –     |
| Alleanza SKG (LSDSP - KDS - GKL)     | 1 735   | 0,21  | –     |
| Partito d'Azione                     | 1 059   | 0,13  | –     |
| Partito Centrista Lettone            | 897     | 0,11  | –     |
| Totale                               | 839 000 | 100   | 100   |